# Zsolt Durkó
Zsolt Durkó (ur. 10 kwietnia 1934 w Segedynie, zm. 2 kwietnia 1997 w Budapeszcie) – węgierski kompozytor.

## Życiorys
W latach 1955–1960 studiował u Ferenca Farkasa w Akademii Muzycznej w Budapeszcie, następnie w latach 1961–1963 w Accademia di Santa Cecilia w Rzymie u Goffredo Petrassiego. Po powrocie do Węgier wykładał w latach 1971–1977 w Akademii Muzycznej w Budapeszcie, współpracował też z węgierskim radiem. Wielokrotnie nagradzany, otrzymał m.in. Premio d’Atri (1963), nagrodę im. Erkela (1968), nagrodę Międzynarodowej Trybuny Kompozytorów UNESCO w Paryżu (1975), nagrodę Kossutha (1978) i nagrodę Bartók-Pásztory (1983).

## Twórczość
Był przedstawicielem muzyki współczesnej, wplatał jednak do swojej twórczości elementy archaizowanej stylizacji, imaginacyjnie nawiązując do tradycyjnych form i technik muzycznych. Język harmoniczny Durkó jest atonalny. W swoich utworach wykorzystywał fragmenty węgierskiej muzyki ludowej.

## Ważniejsze kompozycje
(na podstawie materiałów źródłowych)

### Utwory orkiestrowe
- Episodi sul tema B-A-C-H (1962–1963)
- Organismi na skrzypce i orkiestrę (1964)
- Una rapsodia ungherese na 2 klarnety i orkiestrę (1964–1965)
- Cantilene na fortepian i orkiestrę (1968)
- Concerto for Orchestra (1970)
- Ballad na orkiestrę młodzieżową (1970)
- Fantázia és utójáték na orkiestrę młodzieżową (1979)
- Quattro dialoghi na 2 perkusistów i orkiestrę (1979)
- Refrains na skrzypce i orkiestrę kameralną (1979)
- Koncert fortepianowy (1980)
- Ornamenti I (1984)
- Ornamenti II (1985)
- Koncert skrzypcowy (1992–1993)

### Utwory kameralne
- 11 pezzi per quartetto d’archi (1962)
- Improvvisazioni na kwintet dęty (1965)
- 2 kwartety smyczkowe (165, 1969)
- Symbols na róg i fortepian (1968–1969)
- Colloides na flet i zespół kameralny (1969)
- Quartetto d’ottoni (1970)
- Iconography No. 1 na 2 wiolonczele i klawesyn (1971)
- Iconography No. 2 na róg solo i 7 instrumentów (1971)
- Fire Music na flet, klarnet, fortepian i trio smyczkowe (1971)
- Chamber Music na 2 fortepiany i 11 instrumentów smyczkowych (1972–1973)
- Serenata na 3 harfy (1973)
- Varianti na altówkę i fortepian (1974)
- Turner Illustrations na skrzypce i 14 instrumentów (1976)
- 8 Duos na 2 rogi (1978)
- 5 utworów na tubę i fortepian (1978)
- Movements na tubę i fortepian (1980)
- 3 Essays na klarnet i fortepian (1983)
- Sinfonietta na 10 instrumentów dętych (1983)
- Impromptus na flet i zespół kameralny (1983)
- Clair- obscure na organy i trąbkę (1984)
- Téli zene na flet i zespół kameralny (1984)
- Sekstet na 5 klarnetów i fortepian (1987)
- Oktet dęty (1988)

### Utwory fortepianowe
- Psicogramma (1964)
- Chance (1972)
- Microstructures (1973)
- Dwarfs and Giants (1974)

### Utwory organowe
- Assonance (1972)
- Andromeda (1980)

### Utwory wokalno-instrumentalne
- Dartmouth Concerto na sopran i orkiestrę kameralną (1966)
- Fioriture na chór kameralny i orkiestrę (1966)
- Altamira na chór kameralny i orkiestrę (1967–1968)
- oratorium Halotti beszed na tenora, baryton, chór i orkiestrę (1967–1972)
- Hat tenulmány na chór i fortepian (1970–1972)
- Cantata No. 1 do słów Endre Adyego na baryton, chór i orkiestrę (1971)
- Cantata No. 2 do słów Endre Adyego na chór i orkiestrę (1972)
- Hét dallamrajz na chór i fortepian (1972)
- Széchenyi Oratorio na baryton, chór i orkiestrę (1981–1982)
- Pillanatképek a Kalevaláboi na chór (1986)
- Ilmarinen na chór (1986)
- 3 English Verses na mezzosopran i 12 instrumentów (1991)

### Opera
- Mózes (1972–1977, premiera Budapeszt 15 maja 1977)